# Banatski Brestovac
Banatski Brestovac (cyr. Банатски Брестовац) – wieś w Serbii, w Wojwodinie, w okręgu południowobanackim, w mieście Pančevo. W 2011 roku liczyła 3251 mieszkańców.